# كاماز
كاماز (بالروسية: КамАЗ) (بالروسية: Камский Автомобильный Завод) وتعنى (مصنع سيارات كاما) هي شركة روسية لصناعة السيارات والشاحنات وسيارات الشحن التجارية أنشئت عام 1969م بأمر من القيادة السوفيتية العليا ويقع مقرها الرئيسي في نابريجنيي تشلني، تتارستان، بروسيا الاتحادية ولديها 12 مصنع سيارات، كما لديها معامل لتجميع السيارات والشاحنات في الهند وإيران وفيتنام وباكستان. حققت شاحناتها رقماً قياسياً بالفوز في سباق رالي داكار ثلاثة عشر مرة.كما تعتبر أكبر منتج للشاحنات في روسيا ورابطة الدول المستقلة. ويستعان بشاحناتها في الجيش الروسي.وينتج المصنع ما يقارب 43000 شاحنة في السنة (2014).

## التاريخ

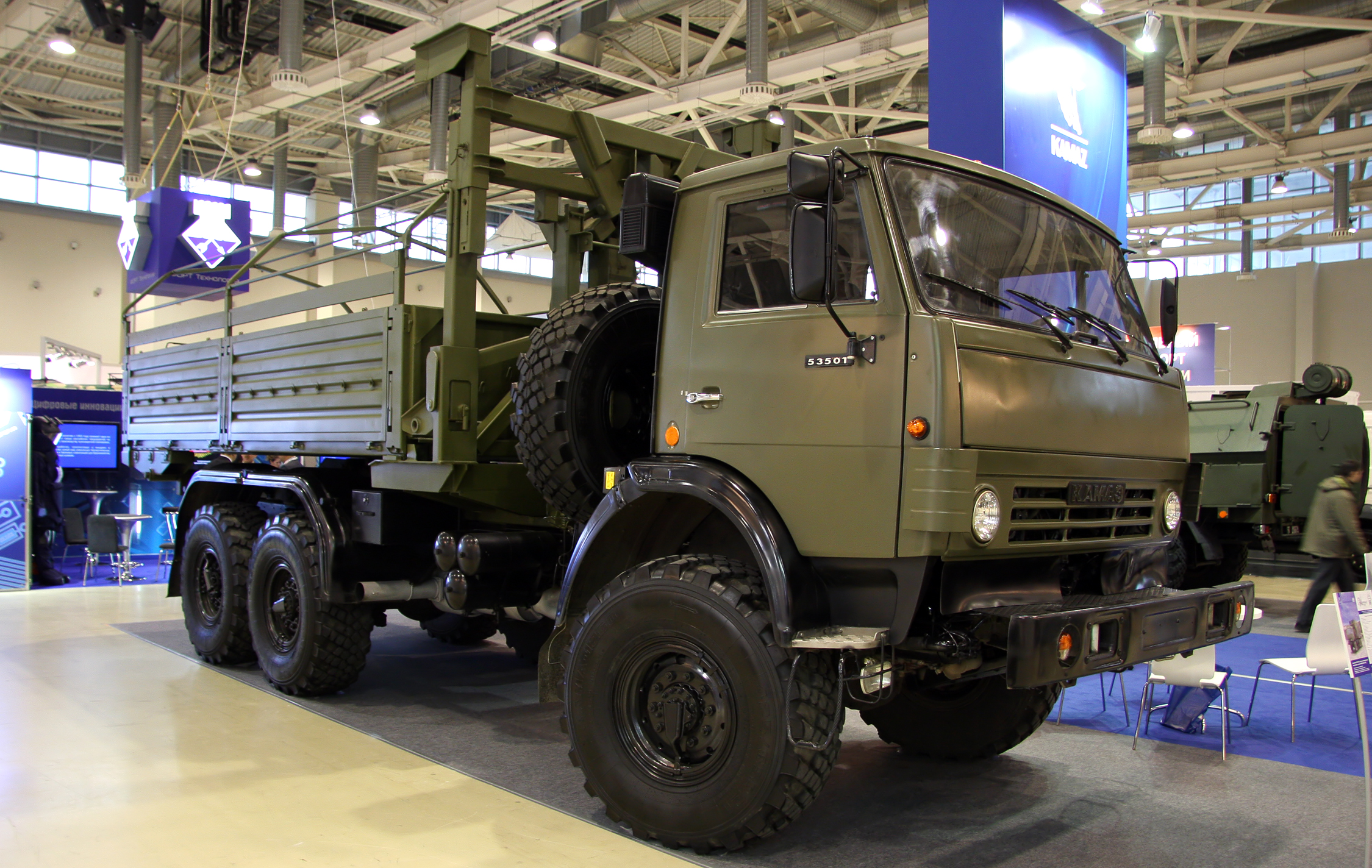
كاماز-535901

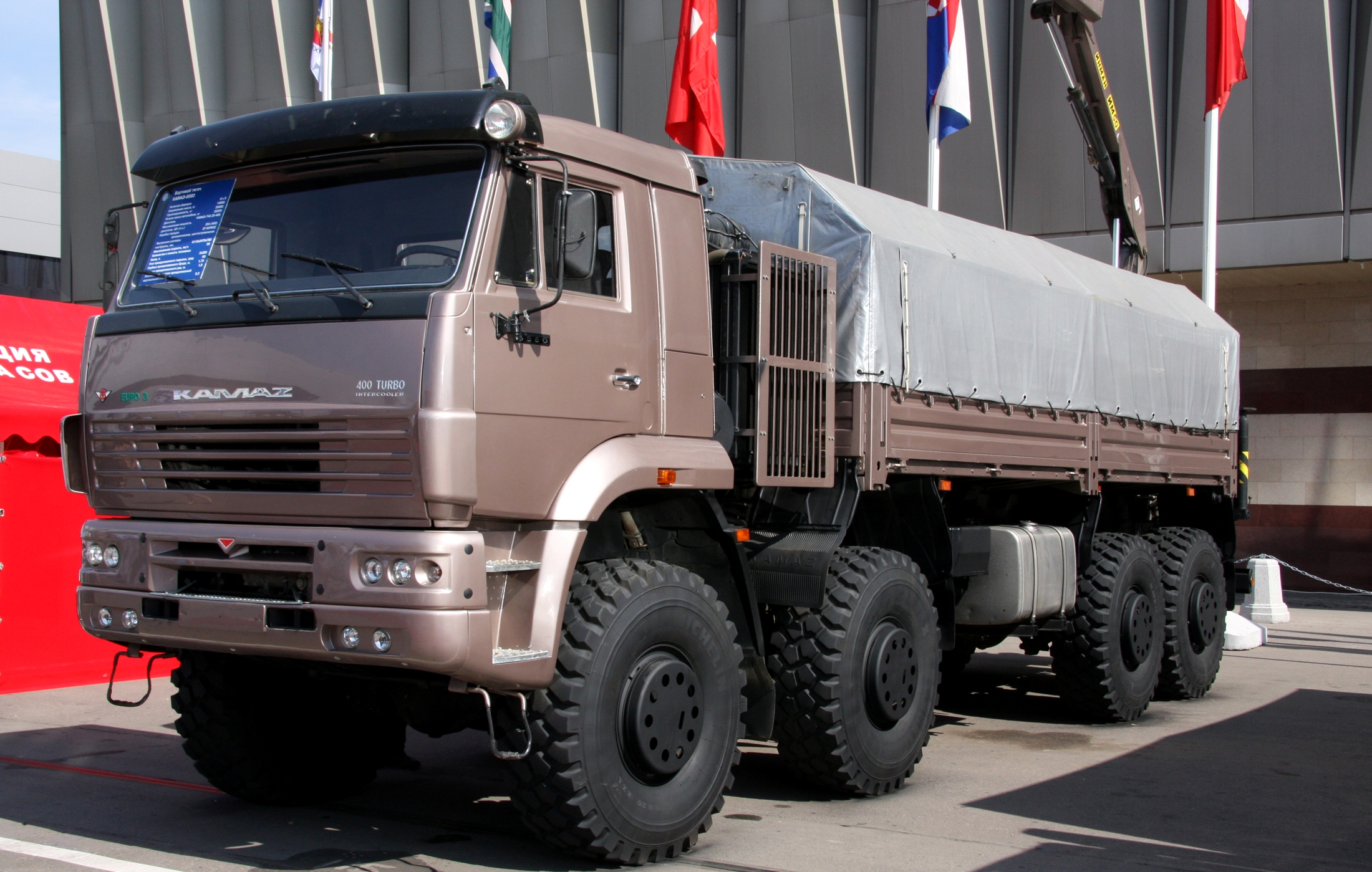
كاماز-6560

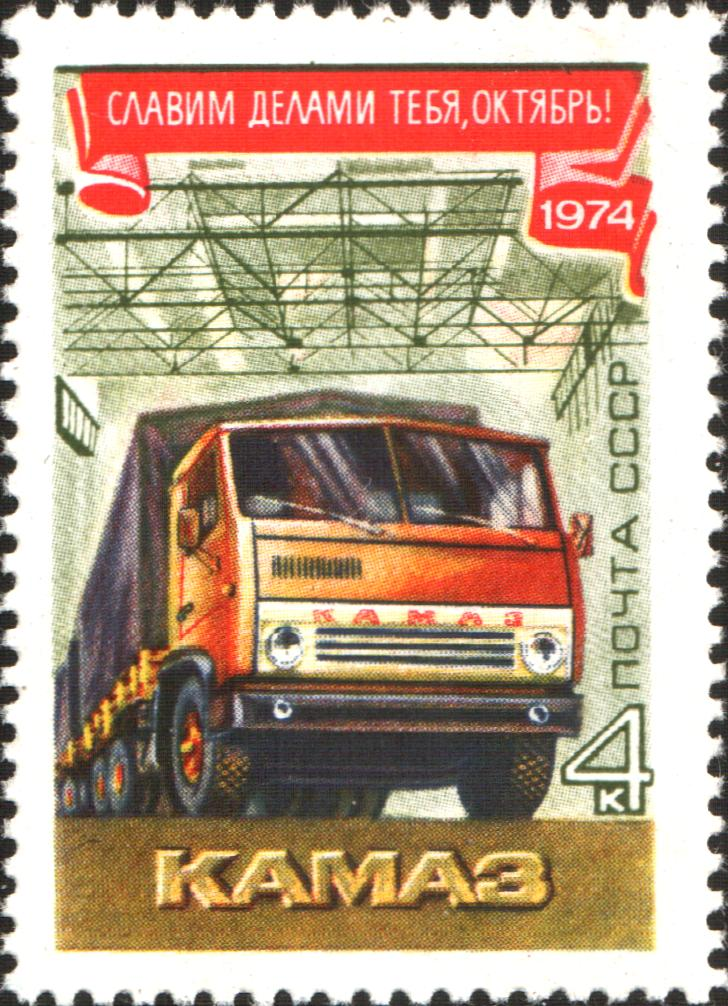
طابع بريد تذكاري بالاتحاد سوفيتي عام 1974 يظهر شاحنة كاماز

قررت اللجنة المركزية للحزب الشيوعي السوفيتي عام 1969 أن تبدأ في بناء مصانع لتصنيع الشاحنات الثقيلة في مدينة نابريجناي تشلني.
بدأ البناء في 16 ديسمبر 1969 وتم إنتاج أول شاحنة في 16 فبراير 1976 .
تم تشغيل خط إنتاج أول سيارة صغيرة (أوكا فاز-1111) (بالروسية:  Ока ВАЗ-1111) يوم 21 ديسمبر عام 1987 .
حققت الشركة أرباح تساوى 8 مليار روبل منذ بدء التشغيل وحتى عام 1988 وهو ما يساوي القيمة الإنشائية للمشروع.
تم تشكيل فريق كاماز للسباقات الرياضية في 17 يوليو 1988 والذي فاز بالعديد من السباقات من ذلك الحين.
تم إعادة هيكلة شركة كاماز كشركة مساهمة في أغسطس 1990 .
23 نوفمبر 2005 تم افتتاح مصنع التجميع في ألمانيا بشراكة ألمانية.
أغسطس 2006 تم افتتاح مصنع التجميع المشترك في الهند.
نوفمبر 2009 استحوذت شركة دايملر الألمانية على 10% من شركة كاماز.(وصلت حصتها الآن 15%)
منذ عام 2011 بدأت شركة كاماز في توقيع العديد من العقود لإنتاج الحافلات الترفيهية وحافلات السفر لتوريدها للعديد من الشركات الأمريكية والأوربية.

## الهيكل التنظيمي
الشركة العامة «كاماز» لديها أكثر من 110 شركة فرعية وتابعة، وتملك أسهم في 50 شركة مختلفة. ويشكلون معا «مجموعة كاماز».
وتضم المجموعة:
- مصنع السيارات (نابريجناي تشلني)
- شركة كاماز للمسبوكات المعدنية:

مصنع كاما للمسبوكات.
مصنع كامسكي للمطروقات.
مصنع كاما للسيارات (أوتوموتيف).
- مصنع كاما لتشكيل المعادن.
- مصنع المحركات (كاماز).
- شركة ريم ديزل.
- شركة تمويل التجارة«تداول الأوراق المالية كاماز»
- من مصنع نفتكامسك للسيارات (نيفاز) (بالروسية: НефАЗ) يتم إنتاج الحافلات وآليات على شاسيه كاماز.
- شركة كاماز للمقطورات (سزاب) (بالروسية: СЗАП).
- شركة كاماز لتقنيات السيارات (كاماز أفتوتكنيكا).
- شركة كاماز للتمويل والتجارة.
- شركة كيب ماستر (بالروسية:  КИП Мастер).
- شركة كاماز كابيتال (مركز العلوم والتقنيات).

وتقع مرافق الإنتاج الرئيسية للمصنع في المنطقة الصناعية نابريجناي تشلني.ويتم إنتاج الحافلات في مصنع نفتكامسك (نيفاز) في بشكيريا.
وهناك أيضا مرافق التصنيع الأجنبية في المواقع التالية: أفغانستان، فنزويلا، فيتنام، الهند، إندونيسيا، إيران، كازاخستان، ماليزيا، كوريا الشمالية، نيكاراغوا، باكستان، بنما، بولندا، المملكة العربية السعودية، سنغافورة، السودان، تركمانستان، أوكرانيا، شيلي، إثيوبيا.

## السباقات

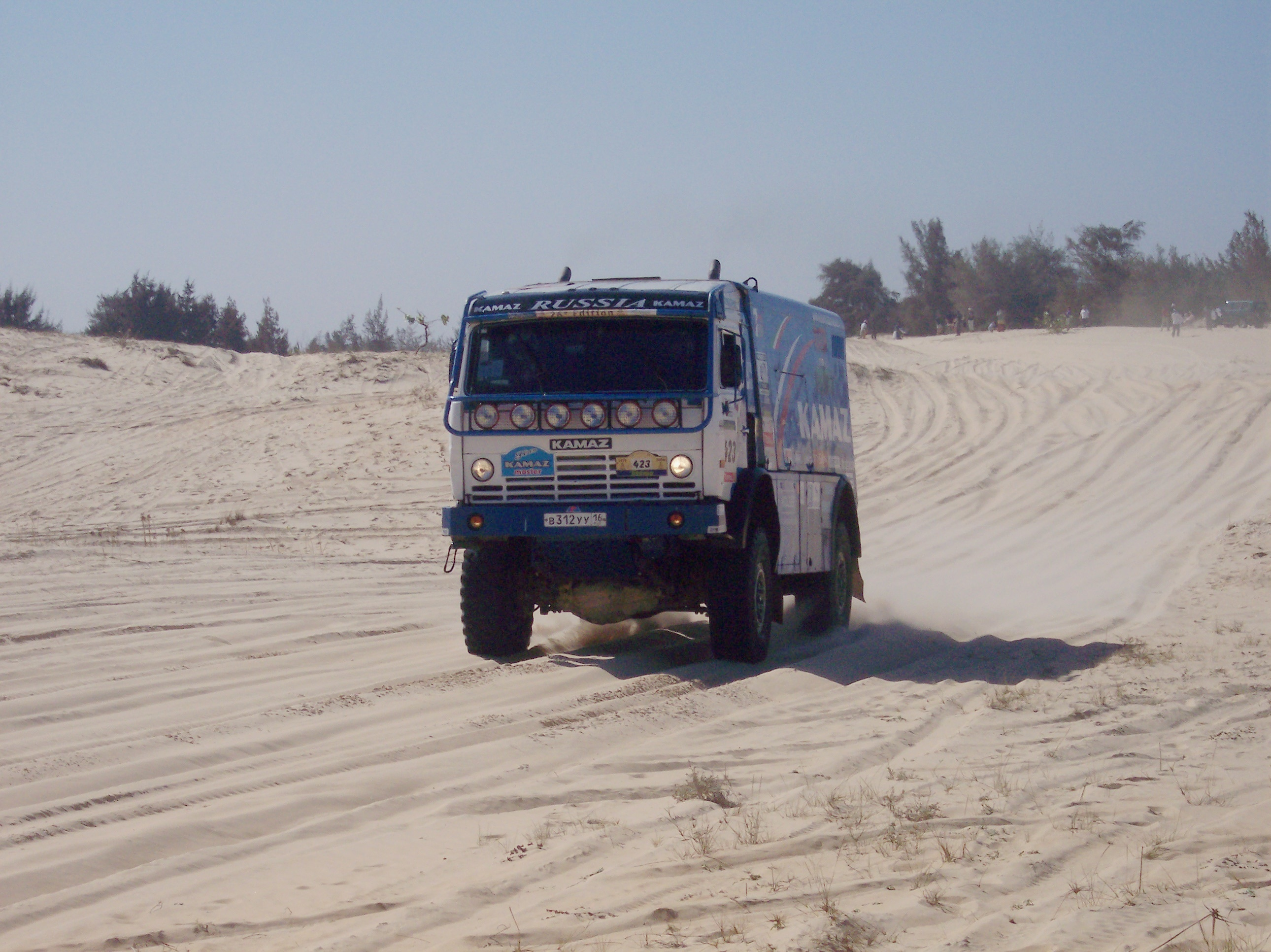
شاحنة كاماز رياضية في سباق رالي 2006

فازت شاحنات كاماز بسباق رالي داكار 13 مرة حتى عام 2015. كما فازت شاحنات كاماز بالمركز الأول في 14 مرحلة كلهم من سباق رالي داكار 2010.

### قائمة الفائزين
| السنة | الفريق         | الفريق       | الطريق                              |
| السنة | السائق         | الشاحنة      | الطريق                              |
| ----- | -------------- | ------------ | ----------------------------------- |
| 2015  | مارديف         | كاماز 9-4326 | بيونس آيرس- ايكويكو -بيونس آيرس     |
| 2014  | أندرو كارجينوف | كاماز 9-4326 | روساريو - فالبارايسو                |
| 2013  | إدوارد نيكالوف | كاماز 9-4326 | ليما - سانتياغو                     |
| 2011  | فلاديمير       | كاماز 9-4326 | بيونس آيرس- أنتوفاغاستا -بيونس آيرس |
| 2010  | فلاديمير       | كاماز 9-4326 | بيونس آيرس- أنتوفاغاستا -بيونس آيرس |
| 2009  | فردوس كبيروف   | كاماز 9-4326 | بيونس آيرس- فالبارايسو -بيونس آيرس  |
| 2006  | فلاديمير       | كاماز 4911   | لشبونة - داكار                      |
| 2005  | فردوس كارباوف  | كاماز 4911   | برشلونة - داكار                     |
| 2004  | فلاديمير       | كاماز 4911   | كليرمون فيران داكار                 |
| 2003  | فلاديمير       | كاماز 4911   | مارسيليا - شرم الشيخ                |
| 2002  | فلاديمير       | كاماز 49256  | آراس مدريد داكار                    |
| 2000  | فلاديمير       | كاماز 49252  | باريس - داكار - القاهرة             |
| 1996  | فيكتور         | كاماز 49252  | غرناطة - داكار                      |

## المنتجات

### الشاحنات
منذ بدء الإنتاج عام 1976 وحتى عام 2015 أنتجت شركة كاماز العديد من الشاحنات كالتالي:
- كاماز 4308 4X2 .
- كاماز 4326 4X4 .
- كاماز 4326-9 داكار 4X4 شاحنة رياضية.
- كاماز 4911 4X4 شاحنة رياضية.
- كاماز 43114 6X6 .
- كاماز 43118 6X6 .
- كاماز 43253 4X2 .
- كاماز 5460 4X2 .
- كاماز 53205 6X4 .
- كاماز 53215 6X4 .
- كاماز 53228 6X6 .
- كاماز 53229 6X4 .
- كاماز 53205 6X4 .
- كاماز 52212 6x4L .
- كاماز 52213 6x4L .
- كاماز 53605 4X2 شاحنة تفريغ.
- كاماز 5320 شاحنة 6X4 .
- كاماز 53202 6X4 .
- كاماز 53212 6X4 .
- كاماز 53213 6X4 .
- كاماز 53229 6X4 .
- كاماز 53228 6X6 .
- كاماز 5511 6X4 شاحنة تفريغ
- كاماز 45141 6X6 شاحنة تفريغ
- كاماز 54115 6X4 .
- كاماز 55111 6X4 شاحنة تفريغ.
- كاماز 6460 6X4 قاطرة.
- كاماز 6520 شاحنة 6X4 .
- كاماز 6522 شاحنة 6X6 .
- كاماز 6540 شاحنة 8X4 .
- كاماز 6560 8X8 .
- كاماز 65111 6X6 شاحنة تفريغ.
- كاماز 65115 6X4 .
- كاماز 65116 6X4 قاطرة.
- كاماز 65117 6X4 .

### شاحنات قاطرة
- كاماز 65116 6X4 قاطرة.
- كاماز 6460-73 6X4 قاطرة.
- كاماز 5460-73 4X2 قاطرة.
- كاماز 5490 4X2 قاطرة.
- كاماز 5410 6X4 قاطرة.
- كاماز 44108 6X6 قاطرة.
- كاماز 65225 6X6 قاطرة.
- كاماز 65226 6X6 قاطرة.
- كاماز 65228 6X6 قاطرة.

### محركات

#### محركات كاماز
- كاماز 740.10 - 210 حصان - 8V .
- كاماز 740.31 - 225 و240 حصان - 8V .
- كاماز 740.73 - 400 حصان - 8V .
- كاماز 740.622 - 280 حصان - 8V .
- كاماز 740.632 - 400 حصان - 8V .
- كاماز 740.662 - 300 حصان - 8V .
- كاماز 740.602 - 360 حصان - 8V .
- كاماز 740.652 - 260 حصان - 8V .

8V تعنى محرك حرف (في) V ذو ثمان أسطوانات.

#### كاماز كومينز
هي محركات تم إنتاج بالتعاون بين شركة كاماز وشركة كومينز الأمريكية:
- كومينز ISB6.7e4 - قدرة 245 و 300 حصان I6 .
- كومينز ISB6.5e4 - قدرة 185 حصان I6 .

#### كاماز مرسيدس
هي محركات تم إنتاجها بالتعاون بين شركة كاماز وشركة دايملر الألمانية:
- دايملر OM457LA قدرة 428 حصان I6 .

### مركبات عسكرية
- كاماز 63968 تايفون 6X6 ناقلة جنود مدرعة.
- كاماز بي إم بي-97 БПМ-97 فيستريل 4X4 (بالروسية: Выстрел) مركبة مشاة قتالية.

#### كاماز موستانج
موستانج (بالروسية: Мустанг) هي عائلة من الشاحنات العسكرية متعددة الاستخدام .وتعتمد عائلة موستانج على الجيل الأول من شاحنات كاماز التي أنتجت في ثمانينات القرن العشرين. وتتميز هذه الشاحنات بمقصورة تتسع لثلاث أفراد وإمكانية إمالة المقصورة للأمام للوصول للمحرك.ويوجد منها ثمان طرازات:
- شاحنات متعددة الاستخدام:

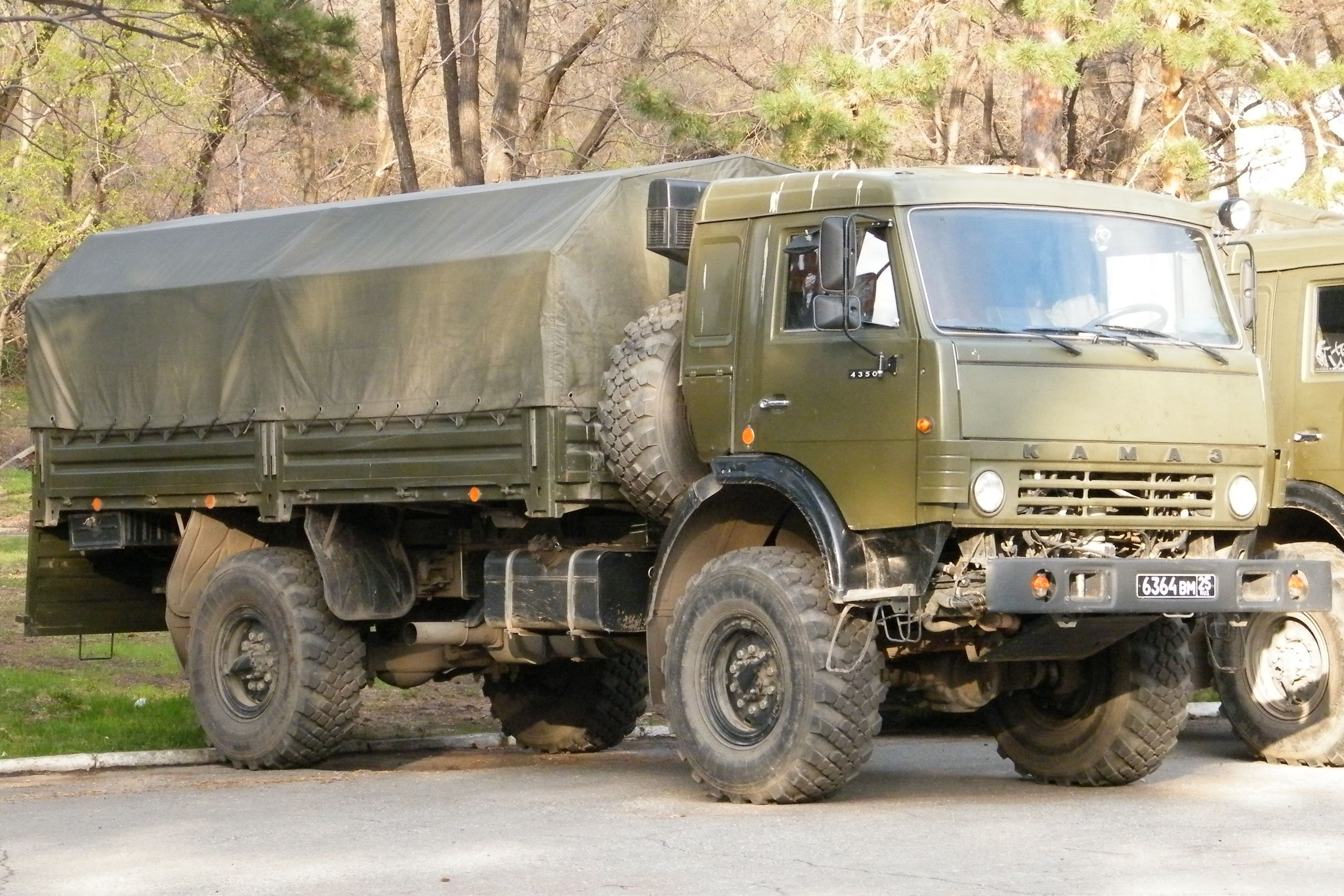
كاماز-4350 4x4
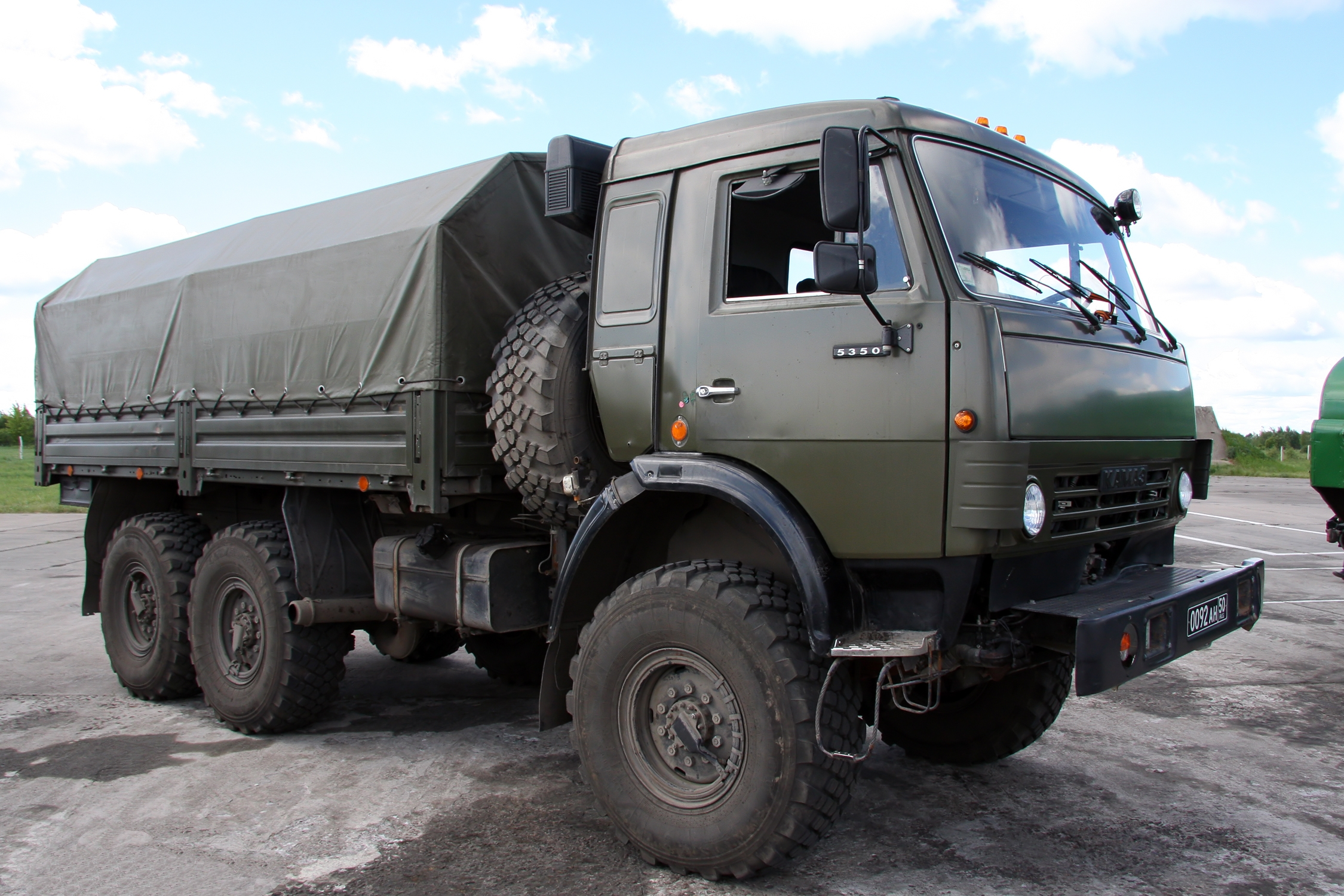
كاماز-5350 6x6
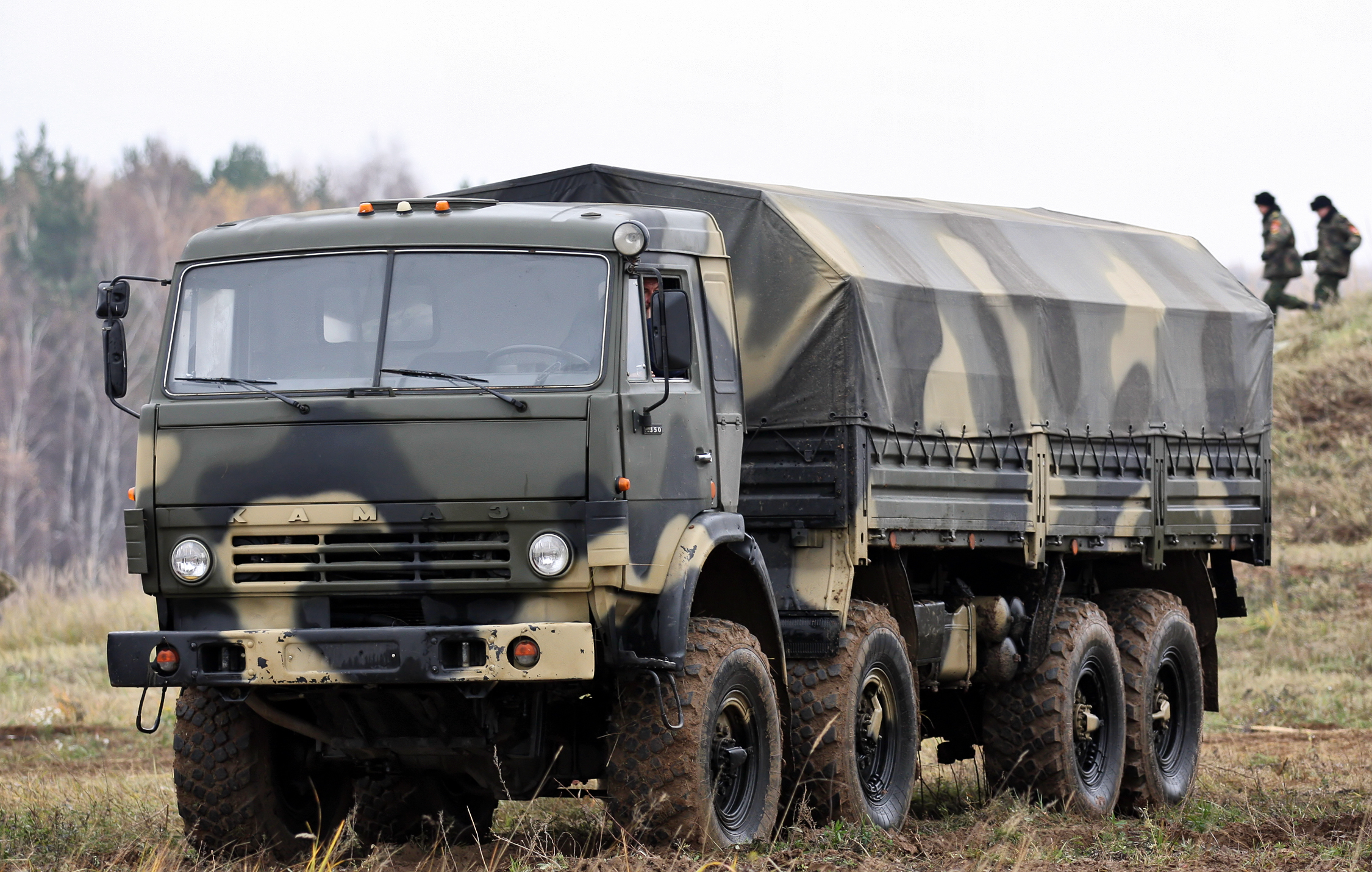
كاماز-6350 8x8

- كاماز-43501 وكاماز-5450 وكاماز-6450 وكاماز-5350 شاحنات ذات مقصورة مدرعة:[5]

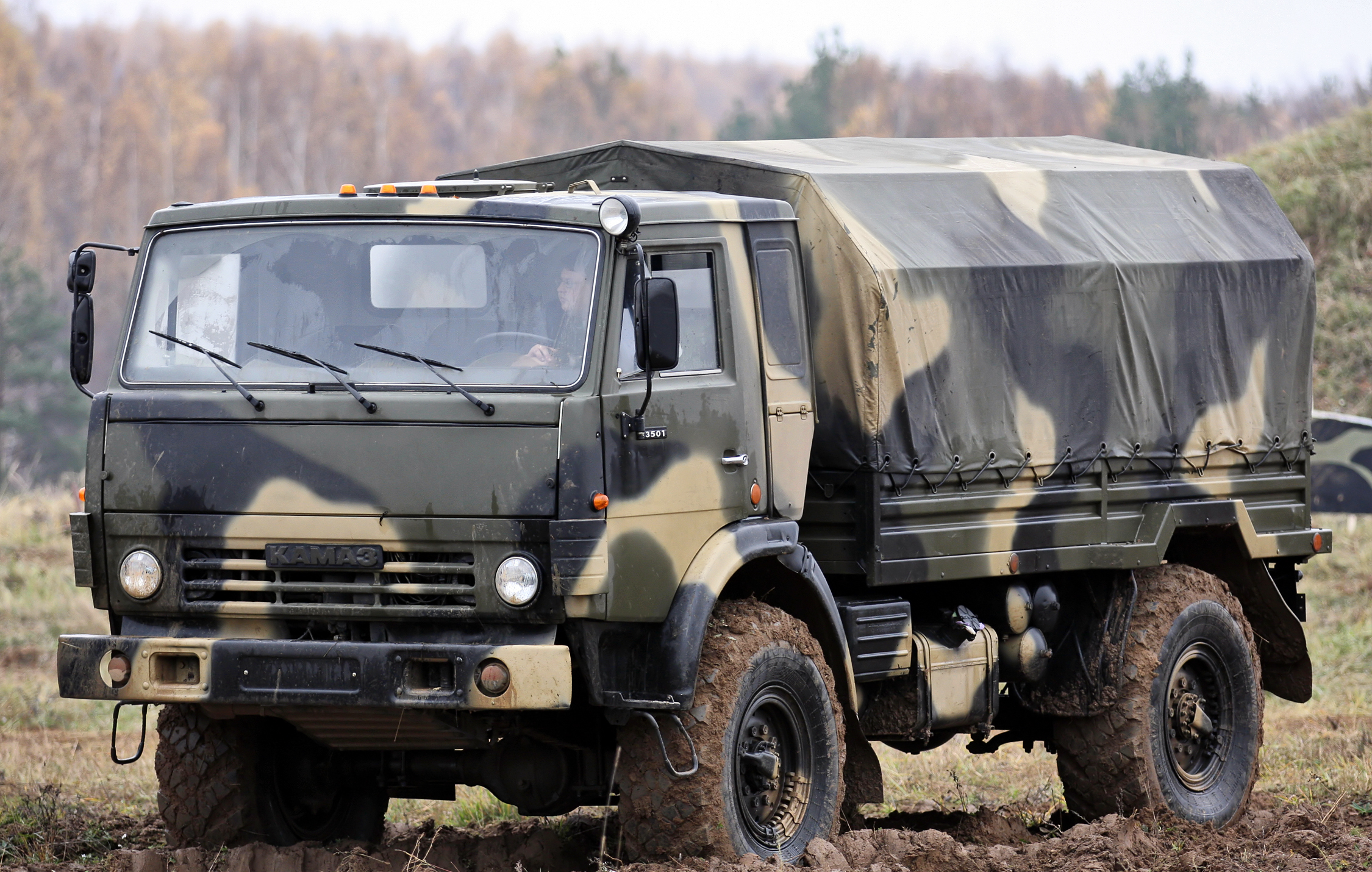
كاماز 43501 4x4 تستخدم مع القوات الروسية المحمولة جوا شاحنة قصيرة
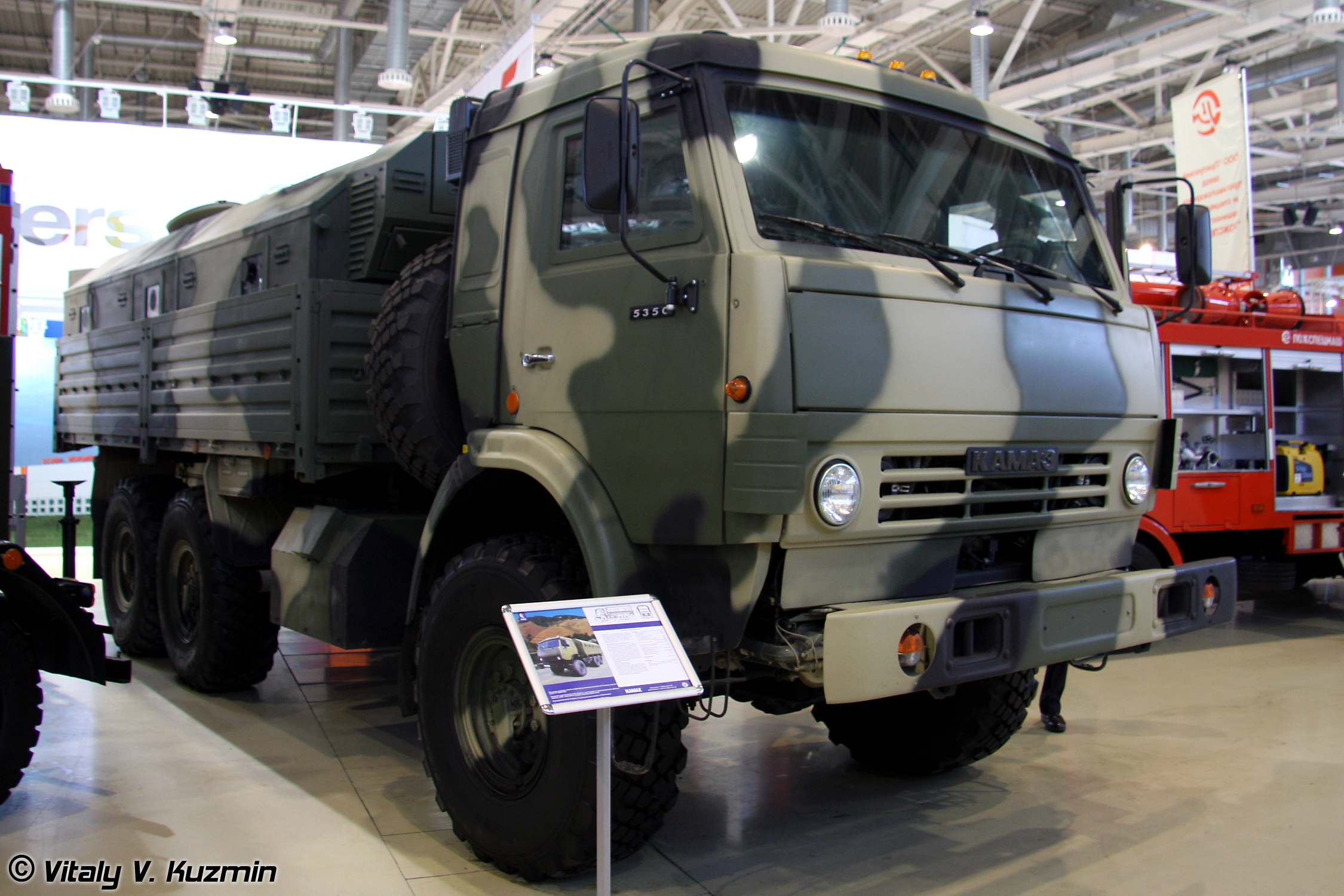
كاماز-5350 6x6 ذات مقصورة مدرعة متعددة الاستخدامات.

### مركبات أخرى
- كاماز CMAX85 جرار زراعي.